# Zé Carlos (ur. 1954)
Zé Carlos, właśc. José Carlos dos Santos (ur. 17 marca 1954 w Recife) – brazylijski piłkarz, występował na pozycji napastnika.

## Kariera klubowa
Karierę piłkarską Zé Carlos występował w klubie Santa Cruz FC w 1972 roku. Z Santa Cruz dwukrotnie zdobył mistrzostwo stanu Pernambuco – Campeonato Pernambucano w 1972 i 1973 roku. W Santa Cruz 10 września 1972 w przegranym 0-0 meczu derbowym z Clube Náutico Capibaribe Zé Carlos zadebiutował w lidze brazylijskiej.
W barwach Santa Cruz Zé Carlos po raz ostatni wystąpił w lidze brazylijskiej 8 czerwca 1974 w zremisowanym 0-0 meczu z Fortalezą. Ogółem w lidze brazylijskiej wystąpił w 12 spotkaniach i strzelił 1 bramkę.

## Kariera reprezentacyjna
W 1972 roku Zé Carlos uczestniczył w Igrzyskach Olimpijskich w Monachium. Na turnieju Zé Carlos był podstawowym zawodnikiem i wystąpił we wszystkich trzech meczach grupowych reprezentacji Brazylii z Danią (bramka), Węgrami i Iranem.